# داني ثيس
داني ثيس (بالفرنسية: Dany Theis)‏ هو لاعب كرة قدم لوكسمبورغي في مركز الوسط، ولد في 11 سبتمبر 1967 في إيش سوغ ألزيت في لوكسمبورغ. شارك مع منتخب لوكسمبورغ لكرة القدم. أما مع النوادي، فقد لعب مع أفينير بيغين وجونيس إيتش ونادي بروغريس نيدركورن ويونيون لوكسمبورغ.

## وصلات خارجية
- داني ثيس على موقع الاتحاد الدولي (مؤرشف)  (الإنجليزية)
- داني ثيس على موقع قاعدة بيانات كرة القدم.إي يو (الإنجليزية)
- داني ثيس على موقع ناشيونال فوتبول تيمز (الإنجليزية)
- داني ثيس على موقع عالم كرة القدم.نت (الإنجليزية)